# Greci (okręg Mehedinți)
Greci – wieś w Rumunii, w okręgu Mehedinți, w gminie Greci. W 2011 roku liczyła 580 mieszkańców.